# Người ngoài hành tinh Bắc Âu

Diễn giải của họa sĩ về người ngoài hành tinh Bắc Âu. Loại người ngoài hành tinh này được cho là cực kỳ giống con người. Con người ở bên phải được thể hiện để đưa ra ý tưởng về kích thước khác nhau được cho là tồn tại giữa loài người và người ngoài hành tinh giống người như vậy.

Người ngoài hành tinh Bắc Âu được những người tiếp xúc UFO và một số nhà nghiên cứu UFO tự mô tả thành một nhóm sinh mệnh ngoài Trái Đất dạng người giống với người Bắc Âu-Scandinavia hàm ý đến từ chòm sao Pleiades. Chủng loài Bắc Âu thường được mô tả là cao từ sáu đến bảy feet (khoảng hai mét) với mái tóc hoe dài và có đôi mắt màu xanh tươi trông cuốn hút, sáng rực có thể thay đổi màu sắc (từ màu xanh tươi đến màu xanh đậm hoặc màu xanh lá cây), và thường được trình báo là nam giới. Làn da của họ được cho là dao động từ trắng trẻo sang rám nắng, họ được báo cáo dưới hình dạng vật chất tuyệt vời, và đôi khi họ còn được mô tả mặc bộ quần áo bó sát người. Một báo cáo lưu ý rằng họ dường như không bị ảnh hưởng bởi những mùi nồng nặc, như thể họ không có cảm nhận về mùi vị. Trong suốt thập niên 1950, nhiều nhân chứng tiếp xúc, đặc biệt là ở châu Âu, những thực thể được báo cáo đều khớp với bản mô tả này. Những lời tuyên bố như vậy trở nên tương đối ít phổ biến hơn trong các thập kỷ tiếp theo, như người ngoài hành tinh Grey đã thay thế người Bắc Âu trong hầu hết các bản tường thuật về các cuộc gặp gỡ với sinh mệnh ngoài hành tinh, tuy thỉnh thoảng vẫn còn có báo cáo về người ngoài hành tinh Bắc Âu.
Kỳ bí nhất là trường hợp của Tổng thống Dwight D. Eisenhower, Theo cựu cố vấn Lầu Năm Góc và Quốc hội Mỹ, Timothy Good, đích thân Eisenhower đã sắp xếp một cuộc gặp bí mật với người ngoài hành tinh Bắc Âu tại một căn cứ không quân xa xôi ở New Mexico vào năm 1954 qua những thông điệp ngoại cảm.

## Đặc điểm
Người ngoài hành tinh Bắc Âu được mô tả như những thực thể nhân từ hay thậm chí "đầy ma lực" muốn quan sát và giao tiếp với con người. Những người tiếp xúc đã nói rằng chủng loài Bắc Âu đang lo ngại về môi trường hoặc triển vọng cho nền hòa bình trên thế giới của Trái Đất, và có khả năng truyền tải thông điệp ngoại cảm. Nhân viên công tác xã hội người Mỹ John Carpenter cho biết chủng loài Bắc Âu điển hình, theo như lời mô tả của những người mà ông phỏng vấn, "đáng bậc cha chú, thận trọng, mỉm cười, trìu mến, trẻ trung, [và] hiểu biết mọi thứ." Stephanie Kelley-Romano nói rằng chủng loài Bắc Âu "thường gắn liền với sự phát triển tinh thần và tình yêu và hành động để bảo vệ cho những trải nghiệm." Một vài nhân chứng nói rằng chủng loài Bắc Âu đã cảnh báo họ về người ngoài hành tinh Grey, nhưng số khác lại nói rằng họ đã nhìn thấy người Bắc Âu trong cùng một phi thuyền như loài Grey. Trong các bản báo cáo này, người Bắc Âu thường được diễn tả trong vai trò lãnh đạo, trong khi loài Grey chỉ là cấp dưới của họ. Jenny Randles viết rằng mặc dù cô tin là người Bắc Âu "chắc chắn" có liên quan đến các vụ bắt cóc mà cô cảm thấy vụ bắt cóc này "ít cần thiết cho cuộc gặp gỡ hơn là với [loài Grey]."

## Phân tích
David J. Skal nói rằng những câu chuyện đầu tiên về người ngoài hành tinh kiểu Bắc Âu có thể đã được lấy cảm hứng từ một phần của bộ phim năm 1951 Ngày Trái Đất ngừng quay, nói về một người ngoài hành tinh đến Trái Đất để cảnh báo nhân loại về sự nguy hiểm của vũ khí nguyên tử. Stephanie Kelley-Romano nhận định rằng "những sinh mệnh ngoài hành tinh màu trắng này là những người được sùng kính nhất", so với những chủng loài khác như Grey, và lập luận rằng các nhân chứng có quyền sử dụng các câu chuyện của họ về người ngoài hành tinh "ngụ ý về mối lo ngại dựa trên yếu tố chủng tộc ăn khớp với nhau".

## Báo cáo
Nhiều bản báo cáo của những nhân chứng có tiếp xúc với sinh mệnh ngoài hành tinh dạng người thực sự rất giống chủng loài Bắc Âu, nhưng có một số đáng chú ý thì không.
George Adamski đã mô tả một số lần tiếp xúc của mình trong cuốn Đĩa bay hạ cánh và Bên trong Tàu vũ trụ.
- Orthon—Da: sạm vừa. Tóc: đỏ hoe. Mắt: màu xanh lá cây xám.
- Firkon—Da: trắng. Tóc: đỏ hoe. Mắt: màu xanh xám.
- Kalna—Da: rất trắng. Tóc: vàng. Mắt: vàng.

Tuy nhiên, ông cũng mô tả một số không phải là dạng người Bắc Âu.
- Ramu—Da: hồng hào. Tóc: màu đen. Mắt: màu nâu sẫm.
- Ilmuth—Tóc: màu đen với điểm nhấn màu nâu đỏ. Mắt: màu đen với con ngươi màu nâu.

Một số nhân chứng khác cũng có những mô tả về cuộc tiếp xúc với sinh mệnh dạng người của họ, với số loài Bắc Âu và không phải Bắc Âu khác nhau.
- Howard Menger (một số là người Bắc Âu, giống như người phụ nữ mà ông gặp trên tảng đá, một số không phải loài Bắc Âu)[11][12]
- Truman Bethurum (tất cả đều không phải là loài Bắc Âu, đặc biệt là Aura Rhanes)[13]
- Elizabeth Klarer (ít nhất một số là loài Bắc Âu, như Akon)[14]
- Billy Meier (một số là loài Bắc Âu, như Semjase[15] và Asket[16])